# Turhal

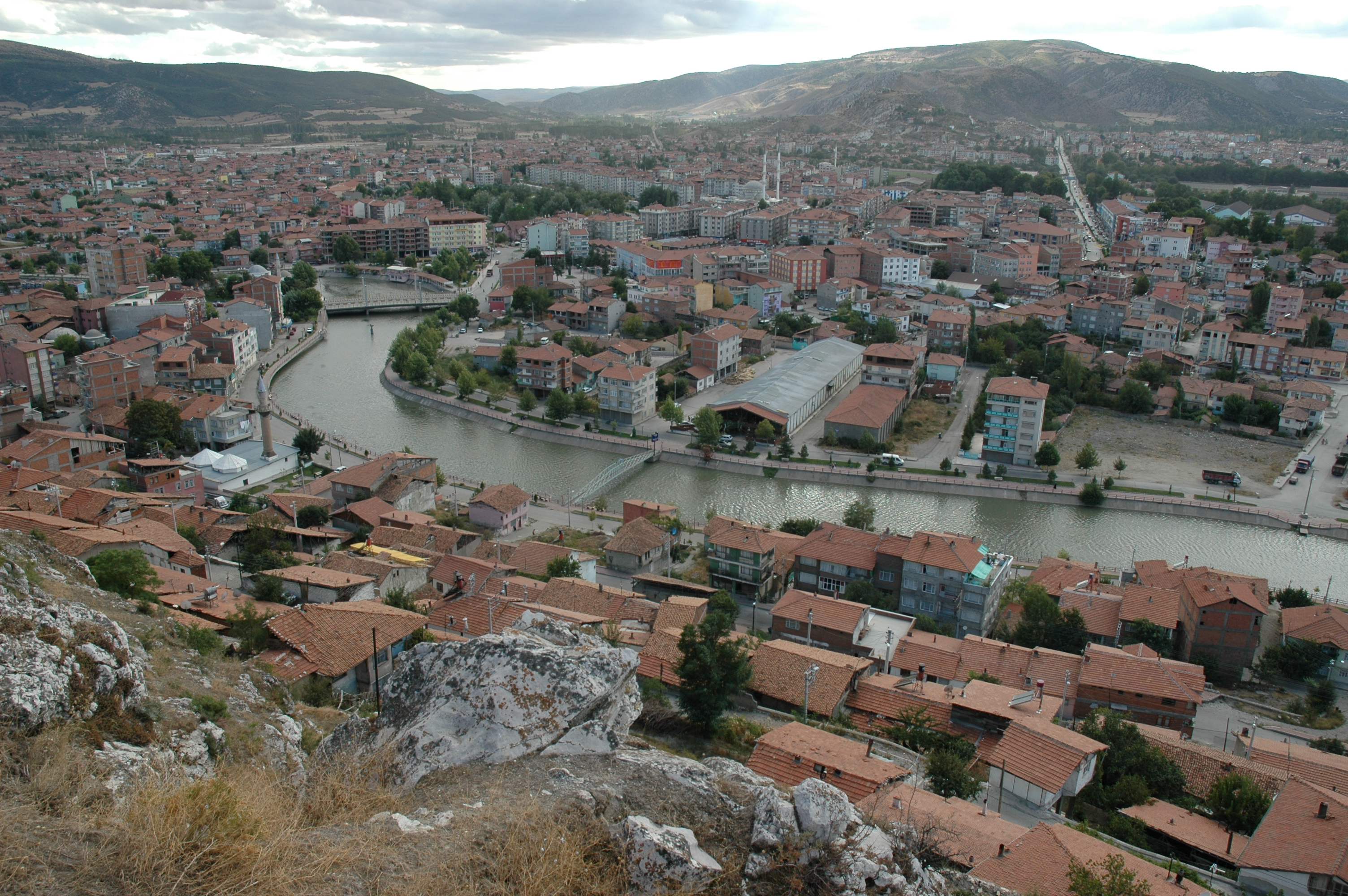
Turhal vom Burgberg aus gesehen

Turhal ist eine Stadt der türkischen Provinz Tokat. Die drittgrößte Stadt der Provinz liegt etwa 40 km westlich der Provinzhauptstadt am Fluss Yeşilırmak. Die Fernstraße D 190, von Delice (Provinz Kırıkkale) kommend, endet in Turhal und trifft hier auf die D 180, die von Çankırı kommend in Tokat endet. Turhal ist an die Eisenbahnstrecke Amasya–Sivas angebunden.

## Geographie
Der Landkreis liegt im mittleren Abschnitt der Region Karadeniz Bölgesi (Schwarzmeerregion). Er grenzt im Westen an den Kreis Zile, im Süden an den Kreis Pazar, im Osten an den zentralen Landkreis (Merkez) der Provinzhauptstadt Tokat sowie im Nordosten an den Kreis Erbaa. Im Norden bildet der Hauptstadtkreis (Merkez Ilçe) der Provinz Amasya die Provinzgrenze.

## Verwaltung
Durch das Gesetz Nr. 4642 wurde der Kreis 1944 aus Teilen des zentralen Landkreises (Merkez Ilçe/Tokat Kaza) gebildet. Hierbei wurden die zwei Nahiye Dökmetepe (7.641 Einwohner in 24 Ortschaften oder Mevkiler) und Turhal (18.599 Einwohner in 32 Ortschaften) ausgegliedert und zusammengefasst. Der zukünftige Verwaltungssitz hatte zur Volkszählung 1940 6.043 Einwohner. Nach der Eigenständigkeit brachte die nächste Volkszählung 1945 eine Einwohnerschaft von 41.982, wovon 19,3 % (oder 8.110 Einw.) auf die Kreisstadt entfielen.

## Demographie
Der Kreis besteht Ende 2020 neben der Kreisstadt (63.133) aus einer weiteren Belediye (Şenyurt, 1.867 Einw.) sowie aus 52 Dörfern (Köy) mit durchschnittlich 284 Bewohnern. Folgende Dörfer haben die meisten Einwohner:
- Kat (1.343)
- Yenisu (1.096)
- Yazıtepe (927)
- Çaylı (772)
- Üçyol (766)
- Necip (721 Einw.)

15 Dörfer haben mehr Einwohner als der Durchschnitt (284), 16 haben weniger als 100 Einwohner. Seit über zehn Jahren findet sich das kleinste Dorf der Provinz ebenfalls im Kreis Turhal: Kuzalan (7 Einw.). Im Jahr 2013 verloren fünf ehemalige Belediye ihren Status und wurden zu Dörfern zurückgestuft: Çaylı, Kat, Ulutepe, Yazıtepe und Yenisu.
Der Landkreis Turhal ist einer von fünf Landkreisen der Provinz, die eine höhere Bevölkerungsdichte als die Provinz haben – 84,9 Einw. je km².

## Geschichte
In der Antike war dieser Ort unter den Namen Pontus Galatikus, Ustus Polemoniakus und Komona Pontik bekannt. Er war unter dem Namen Ibora Geburtsstadt des christlichen Mönchs der Wüstenklöster Ägyptens Euagrios Pontikos.
In den 1930er-Jahren wurde Turhal Zentrum der Zuckerrübenverarbeitung, 1934 ging die Zuckerfabrik in Betrieb. Dies spiegelt sich im Stadtwappen wider, laut diesem wurde der Ort 1892 zu einer Gemeinde (Belediye) erhoben.